# Bernie Sanders

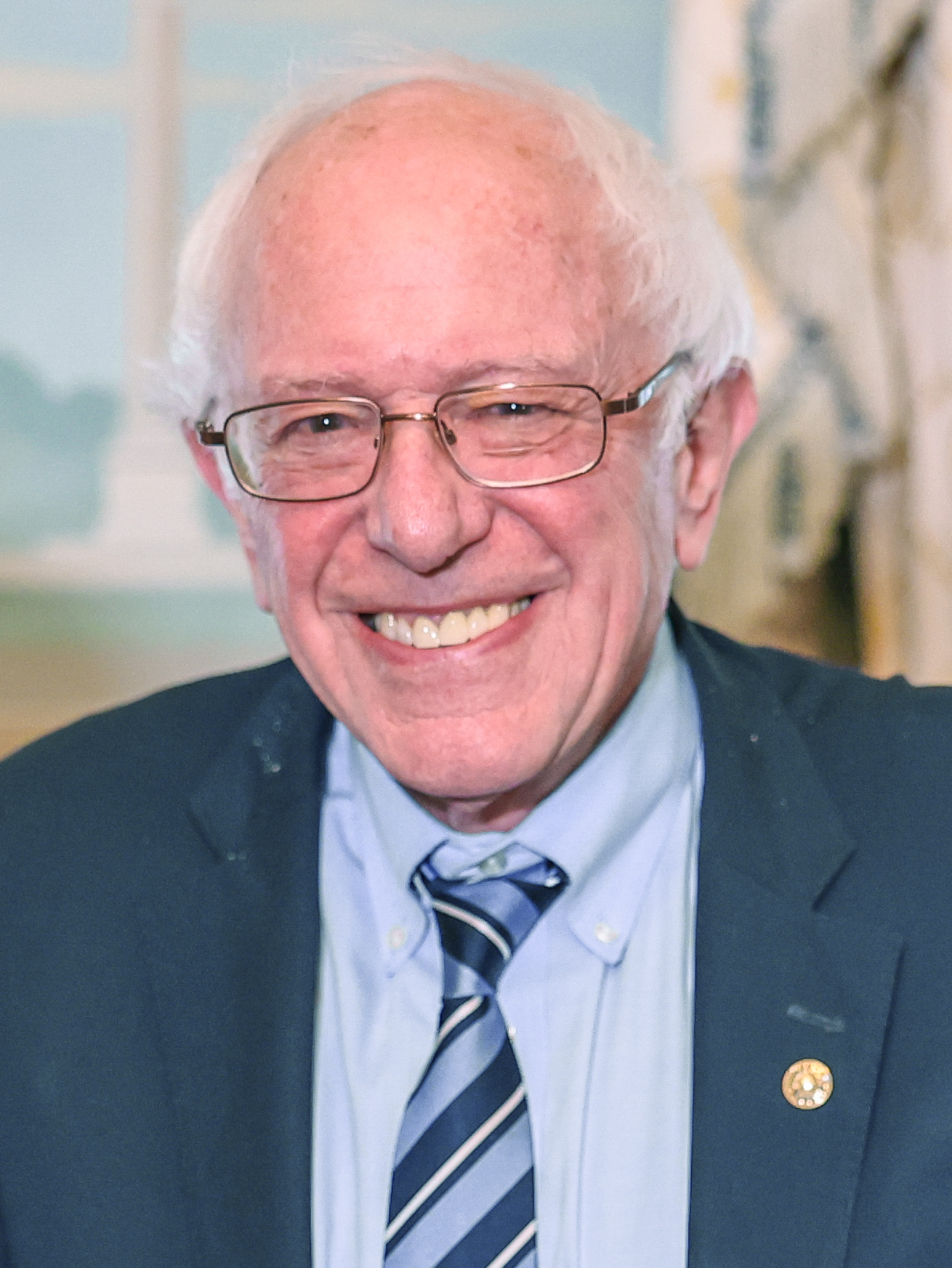
Bernie Sanders (2023)

Bernard „Bernie“ Sanders (* 8. September 1941 in New York City) ist ein US-amerikanischer Politiker. Er vertritt seit 2007 als Independent (Unabhängiger) den Bundesstaat Vermont im US-Senat, wo er sich der Fraktion der Demokraten angeschlossen hat.
Von 1991 bis 2007 war er Mitglied des Repräsentantenhauses. Sanders trat zu allgemeinen Wahlen bisher als Parteiloser an, war Kandidat bei der Vorwahl der Demokratischen Partei zur Präsidentschaftswahl 2016 und gewann mit seiner Kampagne für seine Reformvorstellungen insbesondere viele Junge und Linke in den USA, unterlag jedoch nach einem lange offenen Rennen Hillary Clinton. Zur Präsidentschaftswahl 2020 trat Sanders erneut in der Vorwahl der Demokraten an, zog aber in deren Verlauf seine Kandidatur für das Amt des US-Präsidenten zurück, nachdem er in Delegiertenstimmen zuletzt deutlich hinter Joe Biden gelegen hatte.
Sanders bezeichnet seine politische Orientierung als democratic socialism (Demokratischer Sozialismus). Insgesamt sieht er eine Mischform aus Marktwirtschaft und sozialen Leistungen durch den Staat als erstrebenswert an und wird von Kommentatoren im politischen Spektrum der klassischen Sozialdemokratie oder des Linkspopulismus eingeordnet.

## Leben

### Kindheit
Bernard Sanders wurde in Brooklyn im Osten von New York City geboren, wo er seine komplette Jugend verbrachte. Sein älterer Bruder Lawrence „Larry“ (* 25. April 1934) und er waren die Söhne von Eli(as) Sanders (1904–1962) und dessen Ehefrau Dorothy „Dora“ (geb. Glassberg; 1912–1960). Der Vater war 1921 im Alter von 17 Jahren mit dem Namen Eliasz Gitman aus dem im südlichen Polen (Woiwodschaft Kleinpolen) gelegenen Dorf Słopnice (Landkreis Limanowa) in die Vereinigten Staaten eingewandert. Die Mutter wurde in New York als Tochter ebenfalls jüdischer Eltern geboren, die etwa um 1904 aus dem östlichen Polen (Powiat Radzyński/Woiwodschaft Lublin, zu dieser Zeit noch zum zaristischen Russland gehörend) in die Vereinigten Staaten eingewandert waren. Eli Sanders’ Job als Verkäufer von Farblacken ernährte die kleine Familie, erlaubte aber kaum Luxus. Sanders sagt, dass ihn das nachhaltig geprägt und politisiert habe:

“It’s not that we were poor, but [there was always] the constant pressure of never having enough money. […] The money question to me has always been very deep and emotional.”

„Es war nicht [gerade] so, dass wir arm waren, aber [es gab immer] den permanenten Druck, nie genug Geld zu haben. […] Die Geldfrage betraf mich immer sehr tief und emotional.“

Sanders pflegt enge Beziehungen zur Heimat seines Vaters, der südpolnischen Gemeinde Słopnice, die er mit seinem Bruder zuletzt 2013 besuchte. Seine Mutter starb 1960 im Alter von 48 Jahren kurz nach seinem Schulabschluss.

### Ausbildung und frühe Jahre

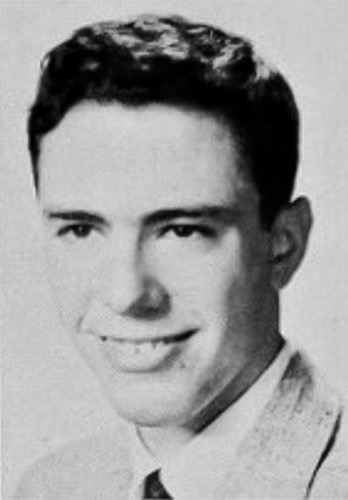
Bernie Sanders (1959)

Sanders besuchte die P. S. 197 Elementary School und gewann während dieser Zeit mit seiner Mannschaft die Stadtbezirksmeisterschaft (Borough Championship) im Basketball. An den Nachmittagen besuchte er eine hebräische Schule und feierte 1954 seine Bar Mitzwa. Danach wechselte er zur James Madison High School, in Midwood. Sanders war ein talentierter Mittelstrecken- und Crossläufer (u. a. kam er bei den 1957er Brooklyn-Bezirksmeisterschaften im Meilenlauf mit der Zeit von 4:37 min als Dritter ins Ziel) und wurde Co-Kapitän der Leichtathletikteams dieser Schule. Durch seinen älteren Bruder Larry wurde Bernie Sanders früh an politisches Handeln herangeführt. Larry Sanders war am Brooklyn College Vorsitzender der Young Democrats of America, der Jugendorganisation der Demokratischen Partei, und nahm seinen jüngeren Bruder mit zu den verschiedenen Meetings. Sanders sagt, dass ihm dann vor allem der Aufstieg Adolf Hitlers die Bedeutung von Politik beigebracht habe.
1959 studierte Sanders zunächst ein Jahr Psychologie am Brooklyn College der City University of New York, bevor er zur University of Chicago wechselte und dort Soziologie, Geschichte und Psychologie belegte. Sanders schreibt allerdings in seiner Autobiographie Outsider in the House, dass er den regulären Unterricht an der Uni stark vernachlässigte, stattdessen – autodidaktisch – die Werke von Jefferson, Lincoln, Marx, Friedrich Engels, Trotzki, Debs und Freud verschlang. „I read everything I could get my hands on—except what I was required to read for class.“ (deutsch: „Ich las alles, was ich in die Hand bekommen konnte – außer den Büchern, die für den Unterricht erforderlich waren.“) Er begeisterte sich für den Sozialismus, trat der Young People’s Socialist League, der Jugendorganisation der Sozialistischen Partei der USA, bei, wurde beim Congress of Racial Equality (CORE) aktiv, war einer der Initiatoren des Student Nonviolent Coordinating Committee und organisierte 1962 ein Sit-in gegen die Rassentrennung in den zur Universität gehörenden Studentenwohnheimen. 1963 nahm er am Marsch auf Washington für Arbeit und Freiheit teil. Sein Studium finanzierte er mit Teilzeitjobs, Zuschüssen und Darlehen. 1964 schloss er dieses mit einem Bachelor of Arts in Politikwissenschaft ab.
Im selben Jahr heiratete er in Baltimore, in erster Ehe, Deborah Shiling, die er während seiner Studienzeit kennengelernt hatte. Ebenfalls im Jahr 1964 verbrachte er mit seiner Frau sechs Monate im 1935 von rumänischen und jugoslawischen jüdischen Immigranten gegründeten Kibbuz Sha'ar HaAmakim in der Nähe von Kirjat Tiw’on Bezirk Haifa im Norden Israels. Er war von der linksgerichteten zionistischen Bewegung Hashomer Hatzair eingeladen worden. Sein Aufenthalt in dem Kibbuz war aber weniger religiös motiviert, noch vom Zionismus bestimmt. Sanders wollte das Wirtschaften in einer kleinen Gemeinde kennenlernen und lernte dort ganz nebenbei – wie er später einmal bemerkte – „…that you could have a community in which the people themselves actually owned the community“. (deutsch: „… dass Menschen sich zu einer Gemeinschaft zusammenschließen könnten, in der ihnen [denjenigen, die die Gemeinschaft gegründet haben], diese Gemeinschaft tatsächlich auch gehört.“).
Wieder zurück in den USA, ließen seine Frau und er sich in Vermont nieder und kauften für 2.500 US-Dollar ein rund 34 Hektar großes Grundstück in Middlesex im Washington County (einige Meilen nördlich von Montpelier). Sanders finanzierte den Kauf aus einer kleinen Erbschaft, die ihm sein 1962 verstorbener Vater hinterlassen hatte. Zu dieser Zeit wurde eine große Anzahl Menschen des so genannten „Counterculture movement“ („Gegenkultur-Bewegung“), insbesondere die so genannten Back-to-the-Land-Hippies, von den grünen Bergen Vermonts angezogen. John Pollack schätzte, dass im Jahre 1970 etwa 36.000 Hippies nach Vermont eingewandert waren – rund 33 Prozent der Einwohner des Bundesstaates im Alter zwischen 18 und 34. Und Yvonne Daley (The Hippie Legacy., 1983) zählte insgesamt 75 Kommunen in Vermont in der Zeit 1968 bis 1974.
Sanders liebte das Leben auf dem Land:

“When I was a kid, I always had a strong feeling for country life. I was not a fan of big cities. After I was married … we bought some land in Vermont. We went up there for basically the same reason, I think, that many others have gone up there: it’s a beautiful state.”

„Als Kind liebte ich das Landleben. Große Städte konnten mich nicht begeistern. Nachdem ich geheiratet hatte … kauften wir ein Stück Land in Vermont. Ich glaube, wir zogen da hinauf hauptsächlich aus demselben Grund, aus dem viele andere dorthin gezogen sind: Es ist [einfach] ein wundervoller Staat.“

In Folge lebten seine Frau und er in einem baufälligen Haus, das sich auf dem Grundstück befand und bis dahin für das Eindampfen von Ahornsaft zu Sirup bzw. Ahornzucker benutzt worden war. Es gab keine Elektrizität und kein fließendes Wasser. In einem Interview mit der Zeitschrift Atlantic beschrieb Sanders jedoch, was er damals empfand:

“It was just fantastic. … I mean, I grew up in a three-and-a-half-room apartment, never owned a damn thing, and owning a piece of land I could walk on was just incredible! This brook is my brook! This tree is my tree!”

„Es war einfach fantastisch. … Ich meine, ich bin in einer Dreieinhalb-Zimmer-Wohnung aufgewachsen, hab’ nie irgendetwas mein eigen nennen können, und ein eigenes Stück Land zu besitzen, auf dem ich herumspazieren konnte, war einfach ein unglaubliches [Gefühl]! Dieser Bach [hier] ist mein Bach! Dieser Baum [hier] ist mein Baum!“

Sanders arbeitete in dieser Zeit als Zimmermann, Dokumentarfilmer, freier Autor und Direktor der American People’s Historical Society. 1979 drehte er einen Dokumentarfilm über den amerikanischen Sozialisten und mehrmaligen Präsidentschaftskandidaten Eugene V. Debs, in dem er selbst die Reden Debs' nachsprach.
Als seine kinderlos gebliebene Ehe mit Deborah Shiling im Jahre 1966 geschieden wurde, ging Sanders zunächst nach New York zurück, nahm Gelegenheitsjobs an – er arbeitete u. a. als Helfer in einem psychiatrischen Krankenhaus – und unterrichtete für kurze Zeit Kinder im Vorschulalter für das Head-Start-Programm. 1968 kehrte er aber wieder nach Vermont zurück und arbeitete u. a. als Rechercheur für die Steuerbehörde (Vermont Department of Taxes) und für die 1974 gegründete NGO Bread and Law Task Force, die versuchte, die Ernährung von Menschen mit geringem Einkommen zu verbessern.
In New York hatte Sanders Susan Campbell Mott kennengelernt. Er kaufte ein Grundstück in der im nordöstlichen Vermont gelegenen 200-Seelen-Gemeinde Stannard, Caledonia County, um dort mit Mott zusammenzuleben. Am 21. März 1969 wurde der gemeinsame Sohn Levi Noah geboren. Das Paar trennte sich 1971, und Sanders zog – gemeinsam mit seinem Sohn – nach Burlington.
Seit 1988 ist er mit seiner zweiten Ehefrau Jane O’Meara Sanders verheiratet.

### Politische Laufbahn

#### Liberty Union (LU)
Anfang der 1970er Jahre wurde Sanders Mitglied der noch jungen Liberty Union Party (LU), einem Ableger der Antikriegsbewegung in Vermont. Für diese trat er bei mehreren Wahlen an: 1972 um den durch den Tod Winston L. Proutys vakant gewordenen Sitz im Senat der Vereinigten Staaten; ebenfalls 1972 um das Gouverneursamt von Vermont, das der Demokrat Thomas P. Salmon gewann, während Sanders nur 1,5 Prozent der Stimmen erhielt. 1974 bewarb er sich erneut für den US-Senat und erhielt 4,1 Prozent der Stimmen, während der Demokrat Patrick Leahy gewann. 1976 bewarb er sich ein weiteres Mal um den Gouverneursposten und unterlag dem Demokraten Richard A. Snelling mit 6,1 Prozent der Stimmen. In dieser Zeit vertrat Sanders sozialistische Positionen wie die Forderung nach einer weitgehenden Vergesellschaftung von Schlüsselindustrien und Finanzinstituten und einem Einkommensteuerspitzensatz von hundert Prozent, lehnte aber anders als andere linke Aktivisten der Zeit politische Gewalt ab und kritisierte den antidemokratischen Charakter kommunistischer Staaten wie der Sowjetunion.
1977 verließ Sanders die LU und arbeitete als Autor und Direktor der Non-Profit-Organisation American People’s Historical Society.

#### Bürgermeister von Burlington

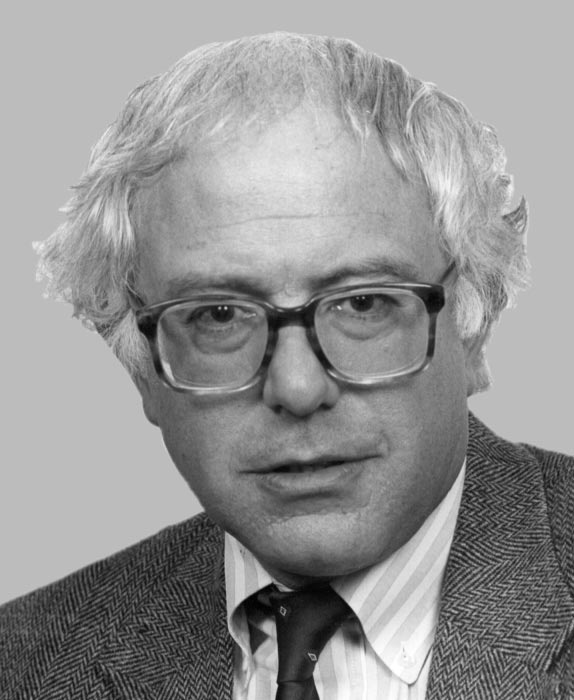
Bernie Sanders (1991)

1981 bewarb sich Sanders – diesmal als unabhängiger Kandidat – um das Amt des Bürgermeisters von Burlington, der größten Stadt Vermonts, und schlug den Demokraten Gordon H. Paquette, der das Amt seit 1971 innehatte, nach vier Wahlgängen mit einer hauchdünnen Mehrheit von zwölf Stimmen. In dieses Amt wurde er insgesamt dreimal wiedergewählt. Die New York Times nannte ihn 1987 unter den 20 besten Bürgermeistern der Vereinigten Staaten; der U.S. News and World Report hob als seine Leistungen bezahlbar gebliebene Immobilien und geringe Grundsteuern sowie den Einsatz für kommunale Selbstverwaltung hervor. The Nation lobte Sanders rückblickend 2015 dafür, dass er Burlington den Weg dahin gewiesen habe, dass die Stadt heute als umweltfreundlich und lebenswert gilt, mit guter Wirtschaftsleistung und geringer Arbeitslosigkeit.

#### Repräsentantenhaus
1988 bewarb er sich zunächst erfolglos um einen Sitz im Repräsentantenhaus der Vereinigten Staaten. Erst bei der Wahl 1990 konnte Sanders mit Unterstützung der National Rifle Association of America eine Mehrheit erreichen und besiegte Peter P. Smith, gegen den er zwei Jahre zuvor verloren hatte. Sanders war von 1991 bis 2007 Mitglied des Repräsentantenhauses und damals der einzige parteilose Abgeordnete sowie derjenige mit der insgesamt längsten Mandatszeit als Unabhängiger. Er vertrat dort den Bundesstaat Vermont, der nur über einen Sitz im Repräsentantenhaus verfügt. Sanders wurde sechsmal wiedergewählt (1992: 57,8 %, 1994: 49,9 %, 1996: 55,2 %, 1998: 63,4 %, 2000: 69,2 %, 2002: 64,3 %, 2004: 68,8 %).

#### Senat
Bei der Wahl zum US-Senat am 7. November 2006 kandidierte er für den Sitz des nicht mehr antretenden Unabhängigen Jim Jeffords, der bis 2001 als Republikaner registriert war. Er gewann als Unabhängiger gegen den Kandidaten der Republikaner, Richard Tarrant, mit 65,4 Prozent der Stimmen die Wahl. Sanders trat sein Mandat im US-Senat am 3. Januar 2007 an und ist Mitglied der dortigen Fraktion der Demokraten. Bei der Wahl am 6. November 2012 wurde er mit 71 Prozent der Stimmen gegen den Republikaner John MacGovern wiedergewählt. Von Januar 2013 bis zum Ende der Senatsmehrheit der Demokraten im Januar 2015 führte er den Vorsitz im Kriegsveteranenausschuss.
Im Mai 2018 gab Sanders bekannt, sich für die Wahl 2018 wieder für seinen bisherigen Senatssitz zu bewerben. Er gewann die Wahl mit 64,4 Prozent.
Auch bei den Wahlen 2024 trat er seit dem 6. Mai 2024 wieder an. Dabei konnte er seinen Sitz mit 63,3 % verteidigen.

#### Präsidentschaftskandidatur 2016

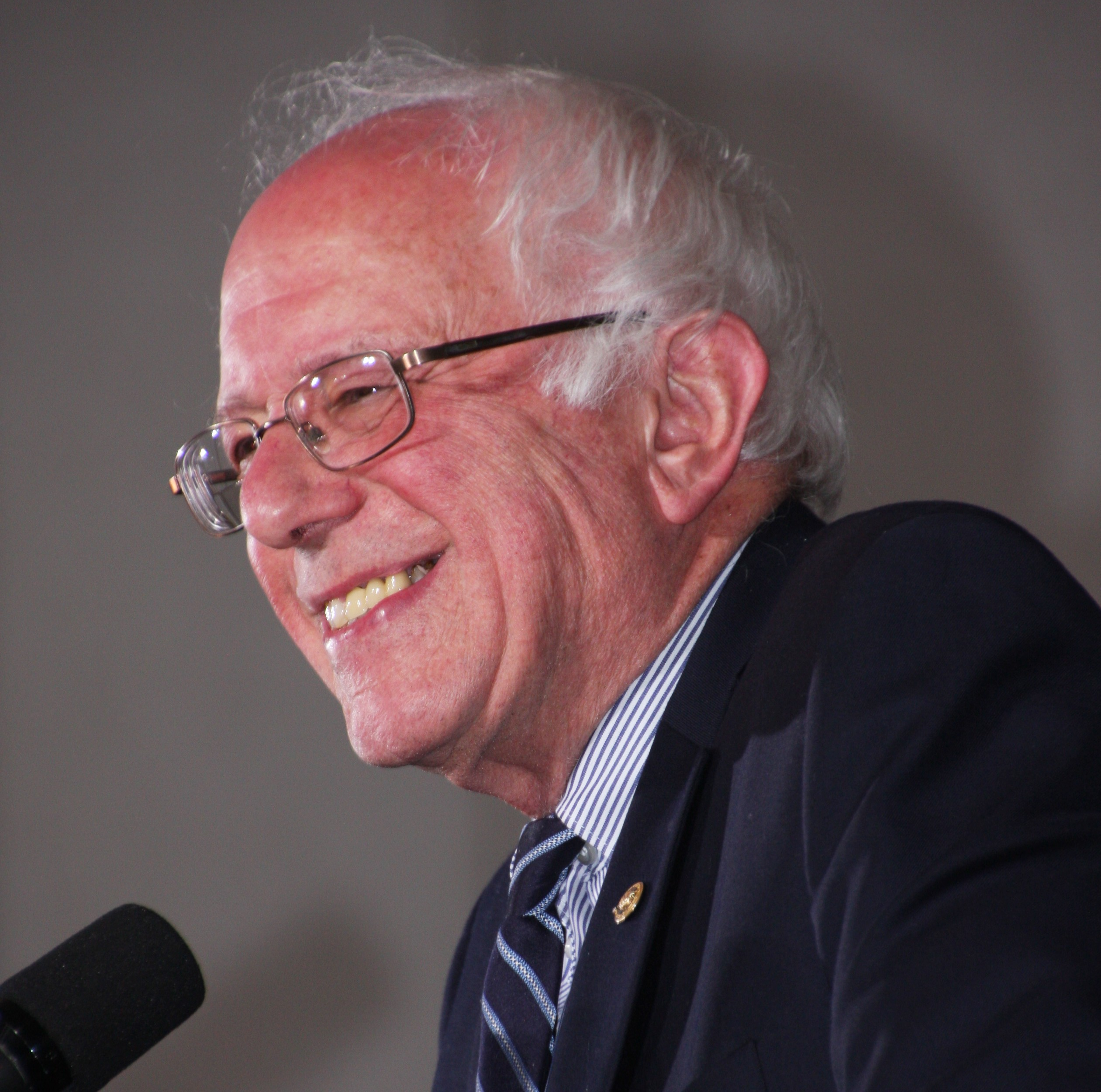
Bernie Sanders (2016)

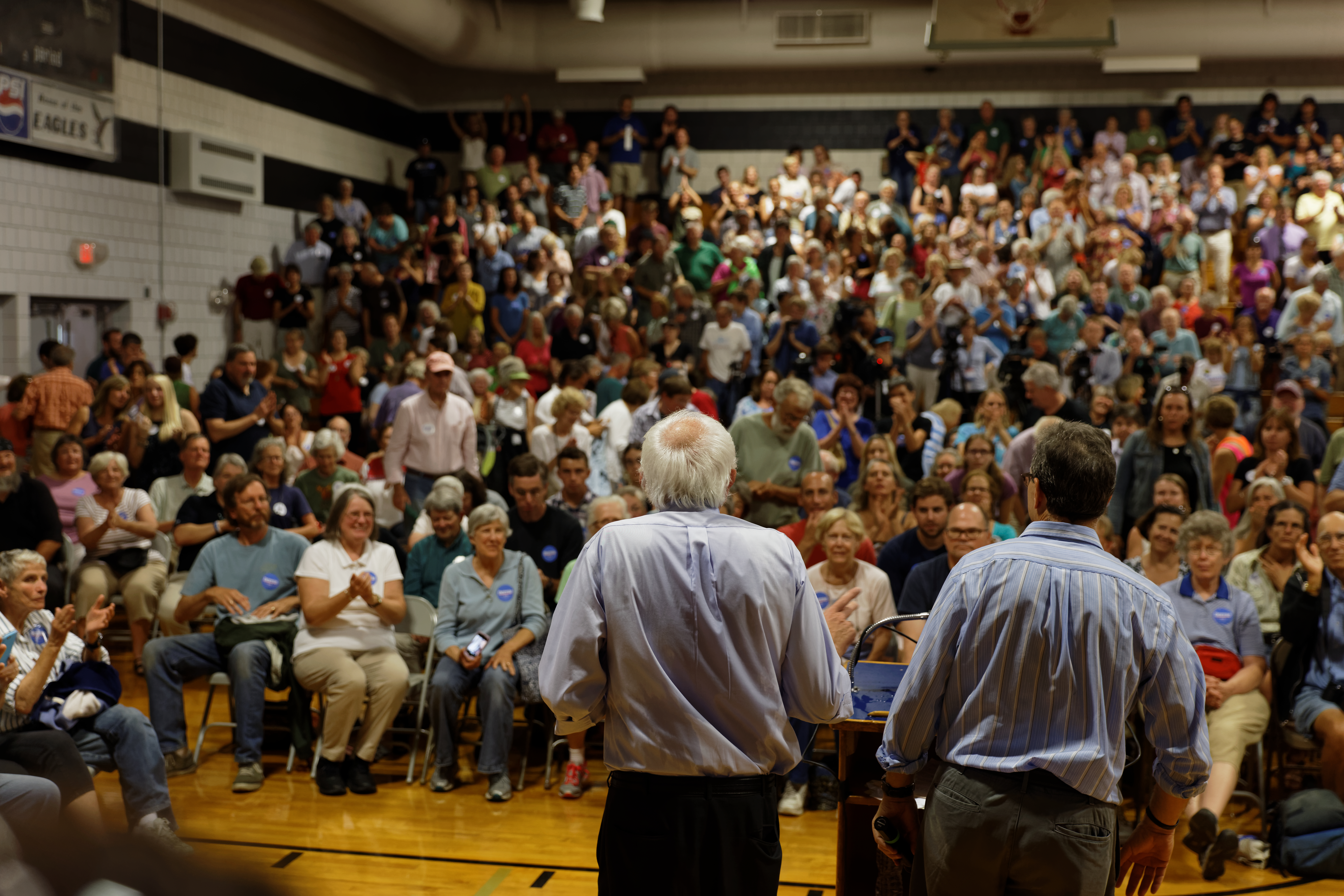
Sanders vor einer Menge politischer Anhänger (2015)

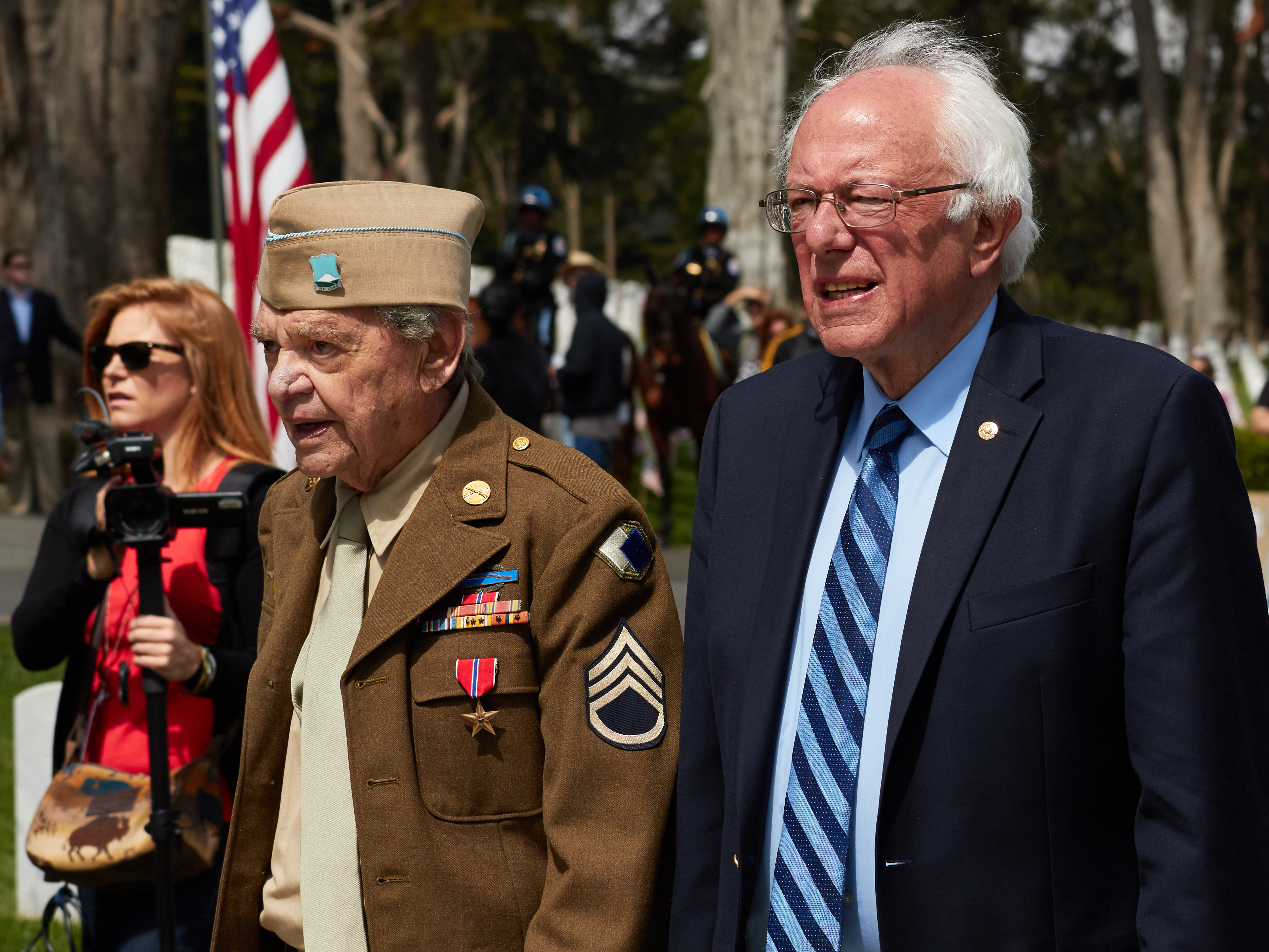
Sanders während der Memorial Day Ceremony 2016 im Presidio von San Francisco

Am 30. April 2015 kündigte Sanders in Washington seine Kandidatur in der Vorwahl der Demokraten für die Präsidentschaftswahl 2016 an. Seinen Wahlkampf begann er am 26. Mai 2015 in Burlington.
Sanders entwickelte sich zu einem ernst zu nehmenden Kandidaten gegen die zuvor als kaum besiegbar geltende Hillary Clinton. Laut einer Umfrage des republikanischen Meinungsforschers Frank Luntz war er im Februar 2016 bei 31 % der 18-bis-26-Jährigen der Politiker, den sie am meisten mögen und respektieren (im Vergleich dazu Barack Obama: 18 %, Hillary Clinton: 11 %, Donald Trump: 9 %). Sein Wahlkampf fand stärker als bei anderen Kandidaten in den sozialen Netzwerken wie Instagram, Facebook und Twitter statt.
Am 2. Juli 2015 gab Sanders bekannt, dass er seit dem 30. April 2015 rund 15 Millionen US-Dollar an Wahlkampfspenden eingenommen habe, von denen 99 Prozent jeweils weniger als 250 US-Dollar betrugen. Seinen Wahlkampf finanzierten größtenteils Privatpersonen, zumeist aus der Mittelschicht. Er verzichtete auf Spenden von Großkonzernen oder Großbanken, um sich nicht von diesen abhängig zu machen. Der Wahlkampffinanzierung durch die Wirtschaft oder private, reiche Spender stand er kritisch gegenüber und befürwortete eine Änderung der Rechtslage, die es Unternehmen und Individuen gestattet, Gelder in unbegrenzter Höhe an den Kandidaten ihrer Wahl zu vergeben (siehe United States vs. Citizens United). Diese Zustände bezeichnete er mehrfach als oligarchisch. Kandidaten wie seiner parteiinternen Konkurrentin Hillary Clinton oder zahlreichen Republikanern, die von dieser Möglichkeit der Wahlkampfspenden Gebrauch machten, warf er vor, die 1 % der Topverdiener sowie deren Interessen zu repräsentieren.
Sanders gelang es, während der Anfang Februar 2016 beginnenden Vorwahlen einige Abstimmungen – wie den Staat der ersten Primary, New Hampshire – deutlich zu gewinnen und so als Hauptkonkurrent Clintons über Monate hinweg ernsthafte Chancen auf die Nominierung zu erhalten. Anfang Juni erreichte Clinton die absolute Mehrheit der Delegierten beim Nominierungsparteitag. Da sie dafür allerdings bis zuletzt auf die Stimmen der „Super Delegates“, regionaler Parteifunktionäre und bekannter Politiker, angewiesen war, die ihre Wahlentscheidung bis zuletzt offenhalten durften, gestand Sanders seine Niederlage über mehrere Wochen nicht ein. Erst am 12. Juli 2016 gab Sanders seine Unterstützung für Clinton bekannt. Wenige Tage vor Beginn des Nominierungsparteitags wurde durch Wikileaks-Enthüllungen bekannt, dass die Organisation der demokratischen Bundespartei, das Democratic National Committee (DNC), Clinton im Vorwahlkampf gegenüber Sanders bevorzugt hatte, obwohl die Parteistatuten Unabhängigkeit verlangen. Bereits bei der Vorwahl in Nevada hatten Sanders-Anhänger gegen die Parteiorganisation den Vorwurf der Manipulation zugunsten Clintons erhoben, was zu Tumulten auf dem Wahlparteitag führte. Am 26. Juli lag Sanders beim Nominierungsparteitag mit 1865 Delegiertenstimmen hinter Hillary Clinton mit 2842 Delegiertenstimmen. Am Ende des Roll Call, der Erklärung der jeweiligen Delegationen der Bundesstaaten zu ihrem beabsichtigten Stimmverhalten, setzte der Parteitag auf Sanders’ Antrag hin den Abstimmungsprozess aus und wählte Clinton durch Akklamation, ähnlich wie sie es als Unterlegene 2008 für den Nominierten Barack Obama gemacht hatte. Laut Focus war Sanders bei den US-Wahlen 2016 der „erfolgreichste jüdische Präsidentschaftskandidat der amerikanischen Geschichte“.
Nachdem der bislang parteilose Sanders sich im November 2015 als Demokrat hatte registrieren lassen, was Voraussetzung für die Teilnahme an verschiedenen Vorwahlen der Demokraten ist, gab er während des Parteitags der Demokraten Ende Juli 2016 bekannt, in den Senat als Unabhängiger zurückzukehren. Für die fortdauernde Sammlung seiner Unterstützer gründete er im August 2016 die Organisation Our Revolution.
Im Hauptwahlkampf engagierte sich Sanders für Clinton und rief seine Anhänger auf, ihr die Stimme zu geben. Über den Herbst 2016 absolvierte er mehrere Auftritte mit Clinton. Dabei warnte er auch wiederholt vor einer Wahl des republikanischen Kandidaten Donald Trump, dem er die Eignung für das Präsidentenamt absprach.

#### Präsidentschaftskandidatur 2020
Am 19. Februar 2019 kündigte Sanders per E-Mail an seine Unterstützer seine Kandidatur für die Präsidentschaftsvorwahl 2020 an. Sanders nimmt keine Wahlkampfspenden von Superreichen entgegen und hält auch keine privaten Spendendinner ab.
Innerhalb einer Woche nach seiner Ankündigung hatte Sanders 10 Millionen Dollar von 359.914 Spendern gesammelt; Spender, die nicht für seine Kampagne 2016 gespendet haben, machten 39 % der Spenden aus. Unter den Spendern befanden sich 12.000 registrierte Republikaner. Anfang Oktober 2019 erlitt Sanders einen Herzinfarkt; ihm wurden bei einer Operation zwei Stents eingesetzt, und er erholte sich schnell. Die Sanders-Kampagne nahm im vierten 2019er Quartal 34,5 Millionen US-Dollar ein.
Bei der ersten Abstimmung der Demokraten, dem Caucus in Iowa am 3. Februar 2020, gewann Sanders die meisten Stimmen, unterlag aber Pete Buttigieg bei der Zahl der Staatsdelegiertenäquivalenten. Bei der folgenden Primary in New Hampshire siegte Sanders ebenfalls. Nach seinem weiteren Sieg beim Caucus in Nevada am 23. Februar galt Sanders Prognose-Portalen wie FiveThirtyEight als klarer Favorit für die Nominierung als Präsidentschaftskandidat der Demokraten. Beim Super Tuesday am 3. März 2020 konnte Joe Biden jedoch überraschend gut abschneiden und erweiterte seinen Vorsprung bei der Zahl der Delegierten bei weiteren Abstimmungen im März. Er gewann dabei auch Staaten wie Michigan oder Washington, die 2016 noch mehrheitlich für Sanders gestimmt hatten. Nach der Vorwahl in Wisconsin, die trotz der Coronavirus-Pandemie stattfand, zog er am 8. April 2020 seine Kandidatur für das Amt des US-Präsidenten zurück, weil er bei den Vorwahlen der Präsidentschaftswahl in den Vereinigten Staaten 2020 aussichtslos hinter Joe Biden zurücklag.

### Aktivitäten als Autor
Sanders schrieb ab 2015 vier Bücher, die er auch in Berlin präsentierte.

## Politische Positionen
Zentral in Sanders’ Positionen ist eine Erweiterung des Sozialsystems der Vereinigten Staaten. Dazu gehört insbesondere das Konzept einer allgemeinen Krankenversicherung, gemeinfinanzierte höhere Bildung, aber auch ein Mindesturlaubsanspruch oder das allgemeine Wahlrecht.
Sanders stimmte gegen die Invasion des Irak durch US-Truppen im Jahr 2003 und gilt als scharfer Kritiker des Bürgerrechte einschränkenden USA PATRIOT Act sowie staatlicher und kommerzieller Einflussnahme in der Medien- und Telekommunikationsbranche. Während der Präsidentschaft von Barack Obama unterstützte er dessen Gesundheitsreformvorhaben zur Einführung einer allgemeinen Krankenversicherung („Obamacare“) und sprach sich darüber hinaus für eine Bürgerversicherung aus. Sanders fordert die Abschaffung von Studiengebühren, die Erhöhung der Renten und eine bessere Kinderbetreuung. Über einen Schwangerschaftsabbruch sollen Frauen selbst entscheiden, nicht der Staat. Er sieht die skandinavischen Länder in diesen Punkten als Vorbild. Um diese politischen Ziele in den USA finanzieren zu können, möchte er Unternehmen und Reiche, insbesondere Milliardäre, höher besteuern.
Sanders gehörte zu der Minderheit der Kongress-Abgeordneten, die 1996 gegen den „Defense of Marriage Act“ stimmten, welcher sich gegen die Anerkennung gleichgeschlechtlicher Ehen richtete.
Sanders lehnt die Todesstrafe ab und befürwortet die Abschaffung privater Gefängnisse.
Sanders stimmte gegen eine unter Bill Clinton 1996 verabschiedete Sozialhilfereform. Das Gesetz Personal Responsibility and Work Opportunity Reconciliation Act begrenzte die Auszahlung von Sozialhilfe aus Bundesmitteln auf einen Höchstzeitraum von fünf Jahren pro Familie.
Sanders spricht sich gegen das Freihandelsabkommen TPP aus, da er dieses für die einheimische Arbeiterschaft als schädlich erachtet und den Verlust von Arbeitsplätzen befürchtet. Für die etwa elf Millionen illegalen Einwanderer will er einen Weg in die US-Staatsbürgerschaft ermöglichen. Die Zahl militärischer Auslandseinsätze will Sanders reduzieren. Die Führung der Anti-IS-Koalition sollen die USA an Staaten aus der Region abgeben. Kriegsveteranen sollten besser unterstützt werden.
Er erkennt das Recht auf Waffenbesitz an und stimmte in der Vergangenheit häufig gegen striktere Gesetze zum Waffenverkauf. Die behördliche Kontrolle der Verkäufer und Käufer von Waffen will er hingegen ausweiten. In der Debatte um die Waffengesetzgebung mahnte er an, dass es in Bezug auf Waffengewalt große Unterschiede zwischen ländlichen Gebieten und Großstädten gebe, daher auch eine Unterscheidung in der Debatte stattfinden müsse.
Größeres nationales Aufsehen erregte eine pausenlose achteinhalbstündige Filibuster-Rede Sanders’ vor dem US-Senat am 10. Dezember 2010, in der er sich kritisch mit der US-Politik der vergangenen Jahrzehnte auseinandersetzte. Anlass war der Kompromiss der Regierung Obama mit den Republikanern, die unter George W. Bush erfolgten Steuerkürzungen für sehr hohe Einkommen beizubehalten. Sanders kritisierte dies und begründete seine Vorschläge für eine alternative Steuerpolitik. Er sprach auch über die ungleiche Einkommensverteilung, Einflüsse durch Lobbyismus und Regulierungen sowie Deregulierungen. Die zunächst nur vom Parlamentssender C-SPAN übertragene Rede verbreitete sich zahlreich im Internet und wurde daraufhin auch von den Medien aufgegriffen. Des Weiteren sieht Sanders den „War on Drugs“ als gescheitert an und steht einer Legalisierung von Cannabis und Marihuana positiv gegenüber.
2015 brachte er einen Gesetzentwurf im Kongress ein, der die Bundesstaaten zur automatischen Registrierung von Wählern verpflichtet, falls diese ihre Zustimmung nicht ausdrücklich verweigern. Im Fall eines Wahlsiegs bei den Präsidentschaftswahlen wollte er Obamas Politik fortsetzen, mittels präsidialer Anweisung Abschiebungen von Eltern von US-Staatsbürgern oder von illegalen Migranten, die als Kinder in die USA gekommen sind, zu verhindern.
Eines der zentralen Themen von Sanders ist die wachsende „Schere“ zwischen Arm und Reich sowie die damit einhergehende Verkleinerung der Mittelschicht, zu deren Bekämpfung er Steuererhöhungen für Reiche sowie eine Steuer auf Börsenspekulation vorschlägt. Banken, die „too big to fail“ sind, sollen entflochten werden, damit eine Bankenpleite nicht die Stabilität des gesamten Finanzmarkts gefährdet. Zudem befürwortet Sanders eine Sanierung der US-Infrastruktur, um so gleichzeitig Arbeitsplätze mit angemessener Bezahlung zu schaffen. Er ist ebenfalls starker Befürworter von Sozialversicherungen und kostenloser Ausbildung. Er brachte einen Gesetzentwurf ein, wonach eine vierjährige Universitätsausbildung für jeden Studierenden kostenfrei sein soll; die Kosten hierfür sollten sich Bundesregierung und Einzelstaaten teilen. Insgesamt sieht er eine Mischform aus Marktwirtschaft und sozialen Leistungen durch den Staat als erstrebenswert an und wurde damit vereinzelt von deutschen Journalisten im Spektrum der klassischen Sozialdemokratie verortet.
Er befürwortet ein bundesweites Verbot der Fracking-Technologie.
Gemäß dem Bipartisan Index des Lugar Centers, der angibt, wie überparteilich Kongressabgeordnete und Senatoren arbeiten, war Sanders der am wenigsten überparteiliche Senator im 115. Kongress.
Außenpolitisch befürwortet Bernie Sanders das Verteidigungsbündnis der NATO, und obgleich er Kriegsgegner ist, befürwortete er auch die militärische Intervention der USA beim Kosovokrieg. Zudem würde er Taiwan, das kein Mitglied des NATO-Bündnisses ist, im Falle einer chinesischen Invasion verteidigen.
Nach den Wahlen 2020, die den Demokraten Mehrheiten sowohl im Senat und Repräsentantenhaus gebracht haben, forderte Sanders die Abschaffung des Filibuster, der der Oppositionspartei im Senat die Möglichkeit gibt, Gesetzesvorhaben scheitern zu lassen. Da aber der demokratische Senator aus West Virginia Joe Manchin dies ablehnte und es somit nicht zu dieser Abschaffung kommen wird, kritisierte Sanders ihn, obwohl Sanders sich selbst, als die Republikaner 2017 in derselben Position wie die Demokraten befanden, energisch für den Filibuster ausgesprochen hatte, um republikanische Gesetze verhindern zu können.

## Ehrungen
2017 wurde eine auf Kuba heimische Spinne nach ihm benannt: Spintharus berniesandersi.

## Veröffentlichungen

### Schriften
- Bernie Sanders: Bernie Sanders Guide to Political Revolution. Henry Holt and Company (BYR), 2017, ISBN 978-1-250-13891-0 (eingeschränkte Vorschau in der Google-Buchsuche).
- Dokumentarfilm: Bernard Sanders: Eugene V. Debs: Trade Unionist, Socialist, Revolutionary, 1855–1926, Smithsonian Folkways (Audioarchiv), 1979, Eugene V. Debs: Trade Unionist, Socialist, Revolutionary, 1855–1926, A Historical Narrative written and produced by Bernard Sanders, Transkript der Dokumentation über Debs (PDF-Datei)
- The Speech. A Historic Filibuster on Corporate Greed and the Decline of Our Middle Class, New York 2011.
- mit Huck Gutman: Outsider in the White House, London – New York 2015 (Verso) (Rezension in deutscher Sprache: Pfahl-Traughber, Armin: Bernie Sanders und die US-Präsidentschaftswahlen, in: hpd.de, 5. November 2015).
- Our Revolution: A Future to Believe in, New York 2016, ISBN 978-1-250-13292-5.
  - Unsere Revolution: Wir brauchen eine gerechte Gesellschaft, Ullstein, Berlin 2017, ISBN 978-3-550-05007-7.
- Where We Go from Here: Two Years in the Resistance, Macmillan USA 2018, ISBN 978-1-250-16326-4.
- mit John Nichols It's OK to Be Angry About Capitalism, Crown 2023, ISBN 978-0-593-23871-4.
  - Es ist okay, wütend auf den Kapitalismus zu sein, Tropen, Berlin 2023, ISBN 978-3-608-50220-6.

### Hörbücher
- 2016: Our Revolution: A Future to Believe In (gemeinsam mit Mark Ruffalo), Macmillan Audio, ISBN 978-1-4272-8533-1.
- 2018: Where We Go from Here: Two Years in the Resistance (Autorenlesung), Macmillan Audio, ISBN 978-1-250-29909-3.

## Trivia
Sanders ist des Öfteren Gegenstand von Memes. Beispielsweise ging bei Amtseinführung von Joe Biden eine Aufnahme Sanders viral, bei der er mit überkreuzten Armen zu sehen war. Aber auch andere Momente von ihm wurden zum Internetphänomen.